# Église Saint-Nicolas de Durbuy
L'église Saint-Nicolas est un édifice religieux catholique sis à Durbuy, dans la province de Luxembourg, en Belgique. Construite en 1630 comme église conventuelle des pères Récollets l’église devient paroissiale en 1810 et est lieu de culte de la communauté catholique locale.

## Histoire
Au XVIIe siècle, Laurent de Jeune, chanoine et doyen de la collégiale Notre-Dame de Maastricht, reçoit l’autorisation de Philippe IV de fonder un couvent de frères mineurs récollets à Durbuy dans l’ancienne maison de son père (1629). Pour l’usage des pères récollets et pour leurs services pastoraux une église est construite à partir de 1630.  Elle est consacrée en 1643 et placée sous le patronage de saint Jean-Baptiste.   En 1766, l’église est agrandie avec l‘adjonction d’un grand chœur, plus long et plus haut que la nef même.
Les troubles de la période révolutionnaire entrainent la fermeture du couvent en 1795. Après quelques années d’abandon l’église est vendue à la ville de Durbuy et attribuée à la paroisse en 1810 (qui l’utilisait sans doute depuis 1802 car l’église paroissiale était sérieusement délabrée). Avec ce transfert officiel l’église est nouvellement dédiée à saint Nicolas, patron de la paroisse.
En 1845, le toit a été reconstruit dans le style néo-gothique. Début 2021, l’église a été restaurée.

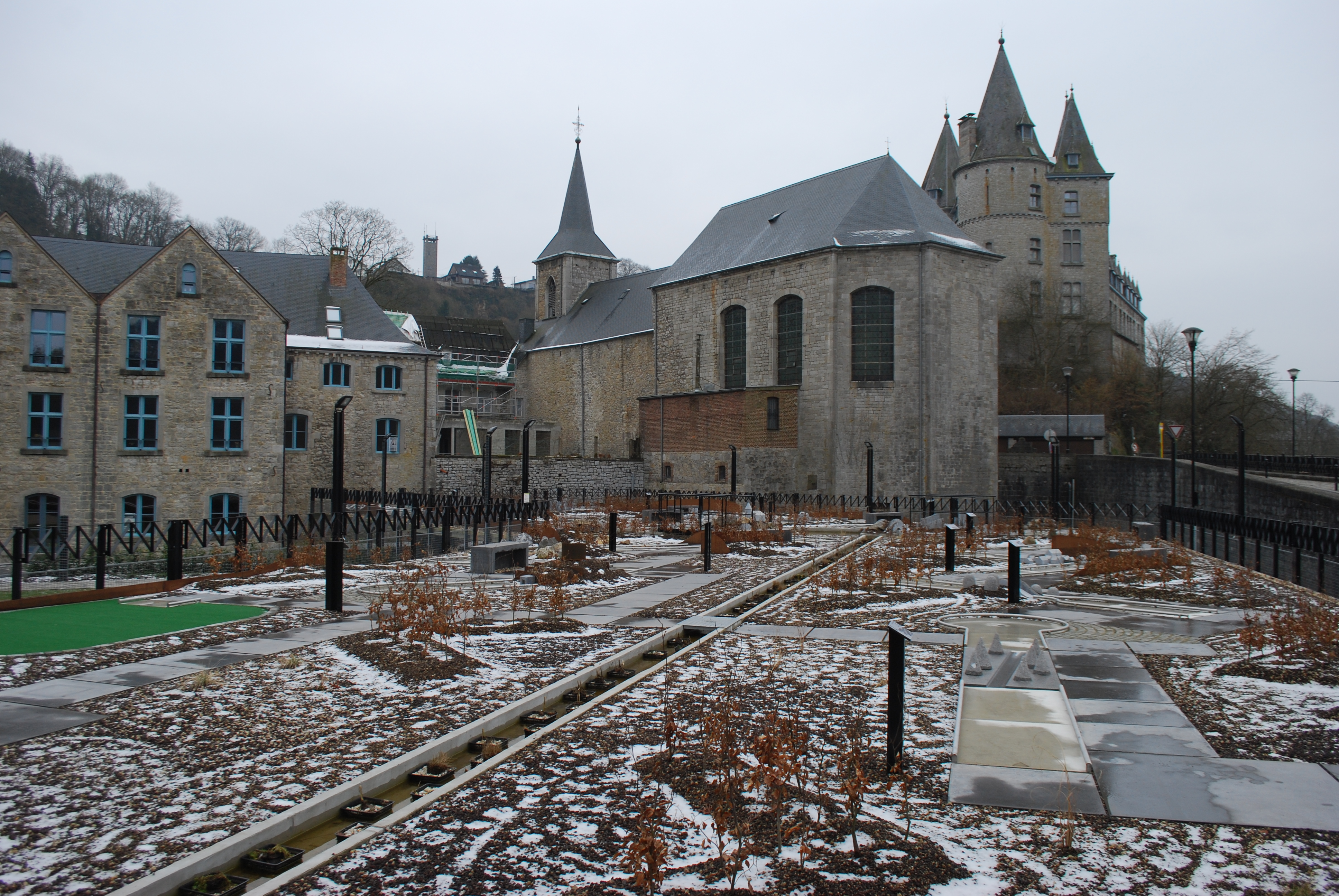
L'ancien couvent des Récollets, l'église et le château de Durbuy

## Description
L’église, construite en calcaire, se caractérise par la dimension de son chœur, plus haut et plus long que la nef. Il est de style classique tandis que la nef, plus ancienne, fut construite dans le style gothique. La tour-clocher à pignon a une flèche resserrée. Avec ses 40 mètres de long, l’église des Récollets était le plus vaste lieu de culte de la terre de Durbuy jusqu’à la fin du XVIIIe siècle.
L’église se trouve en bordure immédiate de l’Ourthe, entre le château de Durbuy et l’ancien couvent des Récollets dont les bâtiments sont utilisés aujourd’hui comme résidence à appartements. La ville possède sa ‘rue de Récollets’.

## Patrimoine
- Les orgues datent du XVIIIe siècle ; leur facteur est inconnu. Une restauration fut faite en 1927, par Lemercinier de Jambes. Sur l’orgue se trouve une statue d’un ange-trompette debout, œuvre de Martin Jacques (1703-1773).
- La chaire de vérité, de style baroque, provient de l’ancienne église paroissiale et est richement décorée de figures allégoriques.
- Les fonts baptismaux, également de l’ancienne église paroissiale, datent de 1588 et ont un couvercle en cuivre. Leur base de pierre cependant est du XIXe siècle.